# Roger Jouve
Pour les articles homonymes, voir Jouve.
Roger Jouve, né le 11 mars 1949 à Marseille (Bouches-du-Rhône), est un footballeur international français.

## Biographie
Roger Jouve évolue comme milieu offensif à l'OGC Nice (treize saisons) et au RC Strasbourg (deux saisons).
Son tempérament et sa technicité le conduisent en équipe de France le 8 septembre 1973 : il ouvre alors le score lors d'un match amical gagné contre la Grèce (3-1). Il joue à sept reprises avec les tricolores.
À Nice, il forme avec Jean-Marc Guillou et Jean-Noël Huck, l'un des meilleurs milieux de terrain du championnat français.
Son frère, Joël Jouve, fut également footballeur professionnel.

## Palmarès
- International français de 1973 à 1979 (7 sélections et 1 but marqué)
- Champion de France en 1979 avec le RC Strasbourg
- Vice-Champion de France en 1968, 1973 et 1976 avec le OGC Nice
- Finaliste de la Coupe de France en 1978 avec le OGC Nice
- Champion de France D2 en 1970 avec l'OGC Nice

## Statistiques

### Générales
- 327 matches et 24 buts en Division 1[2],[3]
- 15 matchs et 3 buts en Division 2
- 1 match en Ligue des Champions
- 12 matchs en Coupe de l'UEFA

### Buts internationaux
| #   | Date             | Lieu                            | Adversaire | Résultat | Compétition  | Détails | Détails       | Détails | Sél. |
| --- | ---------------- | ------------------------------- | ---------- | -------- | ------------ | ------- | ------------- | ------- | ---- |
| 1er | 8 septembre 1973 | Parc des Princes, Paris, France | Grèce      | V 3 - 1  | Match amical | 9e      | du pied droit | 1-0     | 1re  |

### Matchs internationaux
| Matchs internationaux de Roger Jouve | Matchs internationaux de Roger Jouve | Matchs internationaux de Roger Jouve             | Matchs internationaux de Roger Jouve | Matchs internationaux de Roger Jouve | Matchs internationaux de Roger Jouve | Matchs internationaux de Roger Jouve                          |
| #                                    | Date                                 | Lieu                                             | Adversaire                           | Résultat                             | Compétition                          | Notes                                                         |
| ------------------------------------ | ------------------------------------ | ------------------------------------------------ | ------------------------------------ | ------------------------------------ | ------------------------------------ | ------------------------------------------------------------- |
| 1                                    | 8 septembre 1973                     | Parc des Princes, Paris, France                  | Grèce                                | V 3 - 1                              | Match amical                         | Titulaire et buteur.                                          |
| 2                                    | 13 octobre 1973                      | Parkstadion, Gelsenkirchen, Allemagne de l'Ouest | Allemagne de l'Ouest                 | D 1 - 2                              | Match amical                         | Titulaire.                                                    |
| 3                                    | 27 mars 1976                         | Parc des Princes, Paris, France                  | Tchécoslovaquie                      | N 2 - 2                              | Match amical                         | Entre en jeu à la place de Gilles Rampillon à la 65e minute.  |
| 4                                    | 8 octobre 1977                       | Parc des Princes, Paris, France                  | Union soviétique                     | N 0 - 0                              | Match amical                         | Entre en jeu à la place de Jean Petit à la 65e minute.        |
| 5                                    | 1er septembre 1978                   | Parc des Princes, Paris, France                  | Suède                                | N 0 - 0                              | Éliminatoires Euro 1980              | Titulaire.                                                    |
| 6                                    | 7 octobre 1978                       | Stade municipal, Luxembourg, Luxembourg          | Luxembourg                           | V 3 - 1                              | Éliminatoires Euro 1980              | Titulaire.                                                    |
| 7                                    | 2 mai 1979                           | Giants Stadium, East Rutherford, États-Unis      | États-Unis                           | V 6 - 0                              | Match amical                         | Titulaire, remplacé par Jean-François Larios à la 71e minute. |